# Nia Jax
Savelina Fanene (ur. 29 maja 1984 w Sydney w Australii) – amerykańska wrestlerka. Obecnie występuje w federacji WWE, pod pseudonimem ringowym Nia Jax.

## Wczesne życie
Jest córką Josepha i Renate Fanene. Jej matka jest Niemką, a ojciec samoańskiego pochodzenia. Jest kuzynką wrestlera Dwayne'a „The Rock” Johnsona. Fanene urodziła się w Sydney, w Australii. W młodym wieku przeniosła się wraz z rodziną do San Diego w stanie Kalifornia. Uczęszczała do liceum Carlsbad High School, gdzie trenowała koszykówkę i zaczęła interesować się modelingiem. Po ukończeniu szkoły przeprowadziła się do Nowego Jorku, gdzie rozpoczęła karierę modelki dużych rozmiarów w agencji Wilhelmina Models. Później zdecydowała się kontynuować edukację i rozpoczęła studia na Palomar College w San Marcos. Na studiach kontynuowała trening koszykarski i brała udział w międzyuczelnianych zawodach sportowych. Zakończyła edukację zdobywając wykształcenie licencjackie z zarządzania przedsiębiorstwem.

## Kariera wrestlerska

### WWE

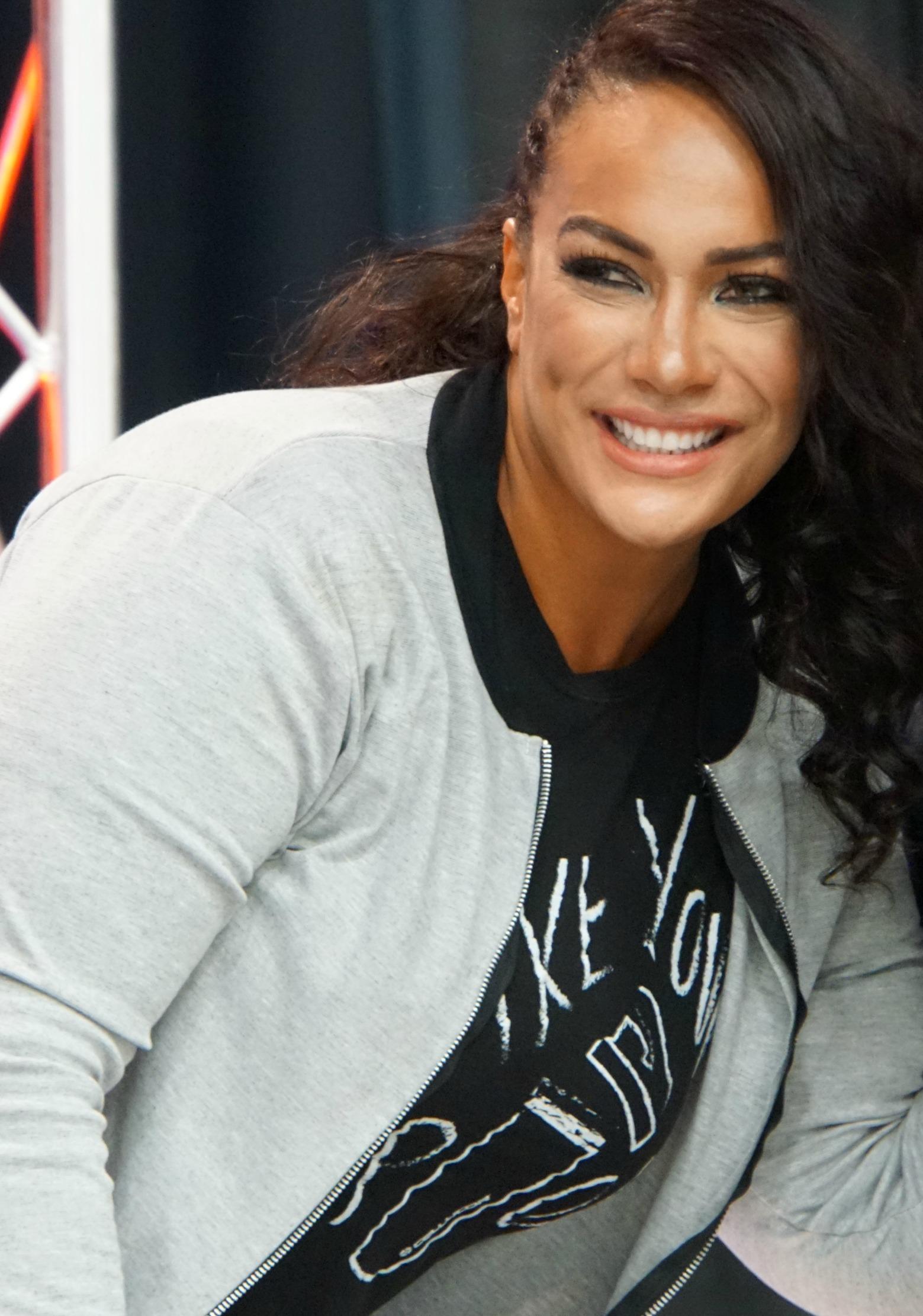
Nia Jax na gali WrestleMania 32

#### NXT (2014–2016)
Fanene podpisała kontrakt z World Wrestling Entertainment (WWE) na początku 2014 roku i została przypisana do rozwojowego brandu NXT. Debiutowała w ringu 7 maja 2015 roku pod pseudonimem ringowym Zada. Wydarzenie to nie zostało wyemitowane w telewizji. Brała udział w walce drużynowej. Ona i jej partnerka Devin Taylor zostały pokonane przez Bayley i Carmellę. W sierpniu zmieniła swój pseudonim na Nia Jax.
Debiutowała w telewizji 14 października 2015 w programie WWE NXT, w którym pokonała Evie. Wraz z debiutem rozpoczęła się jej nieprzerwana faza zwycięstw, podczas której pokonywała wielu jobberów. Po pewnym czasie jej postać utrwaliła się jako heel. W październiku stworzyła tag team z Evą Marie i rozpoczęła rywalizację z Bayley o NXT Women’s Championship. Rywalizację zwieńczyła walka obu zawodniczek 16 grudnia roku w czasie wydarzenia NXT TakeOver: London. Bayley dusząc Nię Jax zmusiła przeciwniczkę do poddania się i zachowała mistrzostwo. Nia Jax doznała w czasie walki kontuzji, w związku z czym na kilka tygodni zrezygnowała z występów.
27 stycznia 2016 roku wróciła do zdrowia i tego dnia pokonała Liv Morgan. 10 lutego po walce Bayley i Carmelli o mistrzostwo kobiet NXT, Nia Jax i Eva Marie zaatakowały obie zawodniczki. Wycofała się, dopiero gdy w ringu pojawiła się Asuka, która zamierzała rzucić wyzwanie mistrzyni. 24 lutego Jax razem z Evą Marie pokonała Bayley i Carmellę w tag team matchu, a 25 maja tego samego roku wygrała triple threat match z Carmellą i Alexą Bliss, w związku z czym otrzymała szansę na stoczenie z Asuką walki o mistrzostwo. Walka odbyła się 8 czerwca na gali NXT TakeOver: The End, gdzie Asuka wygrała kombinacją kopnięć i następującym po nich przypięciem. Swoją ostatnią walkę w NXT Nia Jax stoczyła 20 lipca. Przegrała wtedy z Bayley przez przypięcie.

#### Raw (2016-2018)
W czasie draftu mającego miejsce 19 lipca 2016 została przeniesiona z brandu NXT do Raw. Nia Jax debiutowała w tym programie 25 lipca pokonując jobberkę Britt Baker. Podobnie jak po debiucie w NXT rozpoczęła się jej nieprzerwana seria zwycięstw. 5 września pokłóciła się z Alicią Fox za kulisami, co doprowadziło do walki między nimi tydzień później, lecz starcie zakończyło się bez rozstrzygnięcia w wyniku odliczania gdy obie zawodniczki były poza ringiem. 25 września podczas pre-show gali Clash of Champions pokonała Fox. 20 listopada w czasie Survivor Series wzięła udział w 5-on-5 Survivor Series elimination matchu kobiet jako część zespołu Raw występującego przeciwko zespołowi SmackDown. Jej drużyna wygrała, choć ona sama nie zdołała wyeliminować kogokolwiek i została wyeliminowana przez Becky Lynch przez zmuszenie do poddania się.
19 grudnia 2016 na tygodniówce Raw Jax zaatakowała kontuzjowaną Sashę Banks. W odwecie, 3 stycznia 2017 na Raw, Banks odwracała uwagę Jax i doprowadziła do jej przegranej podczas walki z Bayley o miano pretendenta do tytułu mistrzyni. 29 stycznia podczas pre-show gali Royal Rumble, Jax pokonała Banks. Obie zawodniczki ponownie stoczyły rozstrzygający pojedynek 5 marca na gali Fastlane. Tym razem wygrała Banks. 2 kwietnia na gali WrestleManii 33 Nia Jax wzięła udział w Fatal 4-way elimination matchu o WWE Raw Women’s Championship, lecz Bayley obroniła tytuł pokonując ją, Sashę Banks oraz Charlotte Flair. 24 września na gali No Mercy w walce typu Fatal 5-Way Alexa Bliss obroniła Raw Women’s Championship w walce przeciwko Bayley, Emmie, Nii Jax i Sashy Banks. Na Survivor Series była częścią drużyny Raw, gdzie została wyeliminowana przez wyliczenie pozaringowe. Ostatecznie to jej drużyna odniosła zwycięstwo, a jedyną ocalałą zawodniczką była Asuka. Na Royal Rumble, Jax brała udział w pierwszym w historii Royal Rumble kobiet, ale została wyeliminowana przez sześć innych kobiet. Następnie rozpoczęła feud ze zwyciężczynią Royal Ruble, niepokonaną Asuką przegrywając z nią każdy pojedynek.

#### Raw Women's Champion (2018)

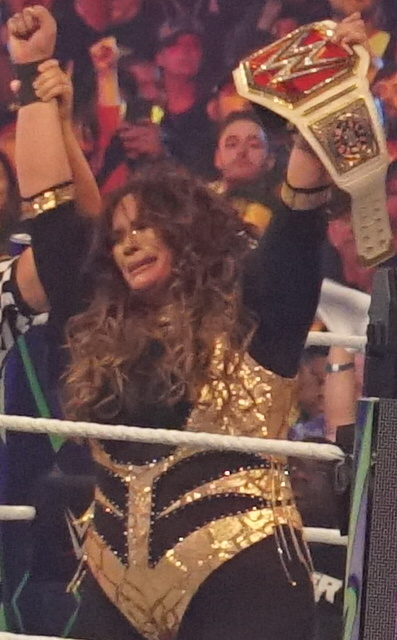
Jax, zaraz po wygranej na WrestleMania 34

Podczas jednego z odcinków Raw, ówczesna mistrzyni kobiet Raw oraz przyjaciółka Jax, Alexa Bliss obraziła Nię wytykając jej sylwetkę. Nia tym samym przeobraziła się po raz pierwszy w karierze w face'a. Doprowadziło to do meczu o tytuł Bliss na WrestleManii 34. Jax wygrała ten mecz, zdobywając swój pierwszy tytuł w WWE. Na Backlash obroniła tytuł przeciwko Bliss w meczu rewanżowym. Następnie rozpoczęła feud z debiutującą w federacji Rondą Rousey. Doprowadziło to do meczu o tytuł na Money in the Bank. Jax obroniła tytuł po tym jak Bliss zaatakowała Rousey walizką zawierającą kontrakt, umożliwiający walkę o mistrzostwo w każdym momencie. Chwilę później Alexa wykorzystała pomyślnie walizkę, kończąc panowanie Nii po 70 dniach. Na Extreme Rules przegrała pojedynek rewanżowy w extreme rules matchu.
Po krótkiej przerwie 17 września, połączyła siły z Ember Moon, aby pokonać Alicię Fox i Mickie James. Na gali Evolution wygrała Battle Royal, który zawierał szansę na pojedynek mistrzowski.

#### Tag Team z Taminą (2018-2019)
5 listopada pokonała Ember Moon. Chwilę po tym sprzymierzyła się z Taminą tworząc tag team. Na TLC, nie zdołała zdobyć tytułu od Rousey. Na Royal Rumble, Jax przeszła do historii biorąc udział w dwóch meczach Royal Rumble. W pierwszym, kobiecym meczu została wyeliminowana przez Becky Lynch. Następnie jako czwarta kobieta w historii wzięła udział w męskim Royal Rumble i została wyeliminowana przez Reya Mysterio. 17 lutego na Elimination Chamber wraz z Taminą, wzięła udział w sześciodrużynowym elimination chamber matchu wyłaniających pierwszych w historii mistrzów kobiet tag team. Nie udało się im jednak zdobyć tytułu. Na WrestleManii 35, wraz z Taminą brała udział w czterodrużynowym pojedynku o WWE Women's Tag Team Championship, jednak znowu nie udało im się zdobyć tytułu. Po WrestleManii, Nia przeszła operację i została wyłączona z akcji w ringu na 9 miesięcy.

#### WWE Women's Tag Team Champion (2020-2021)
Noc po WrestleManii 36, Jax powróciła pokonując Deonnę Purrazzo w pojedynku. 25 maja pokonała Charlotte Flair i Natalyę, aby rzucić wyzwanie Asuce na Backlash, o jej tytuł kobiet Raw. Na Backlash nie zdołała zdobyć tytułu, po tym jak sędzia wyliczył zarówno Jax i Asukę. Noc później przegrała z Asuką w rewanżu, po tym jak Jax popchnęła sędziego, a ten w zemście policzył za szybko roll-up.
W sierpniu Jax została zwieszona na czas nieokreślony, po zaatakowaniu funkcjonariusza WWE. Pomimo zawieszenia ta kontynuowała feud z Shayną Baszler, atakując ją podczas meczu Baszler. Następnie po powrocie Nia ogłosiła chęć zostania mistrzynią tag team, a z racji braku tag team partnera została zmuszona zawrzeć sojusz ze swoim wrogiem Shayną Baszler. Następnie WWE ustanowiło mecz o tytuły kobiet tag team przeciwko ówczesnymi mistrzyniom Sashą Banks i Bayley na Payback. Jax i Baszler tym samym stały się face'ami (Jax po raz pierwszy od 2018, a Baszler po raz pierwszy w karierze). Na Payback drużyna Nii i Shayny wygrała tytuły. Na SmackDown 4 września obroniły tytuły w meczu rewanżowym. Na Clash of Champions, drużyna miała bronić swoich tytułów przeciwko Liv Morgan i Ruby Riott, ale nie dostały one zgody lekarskiej. Na Raw 5 września pokonały Morgan i Riott, aby zachować tytuły. 12 września wzięła udział w battle royal, aby wyłonić pretendenta Asuki do mistrzostw kobiet Raw, który wygrała Lana.
Na Raw 2 listopada drużyna Jax i Baszler ponownie obroniła tytuły, lecz tym razem przeciwko Mandy Rose i Danie Brooke. Na Raw, 19 października, Asuka z sukcesem obroniła tytuł przeciwko Lanie. Po meczu obie panie zostały zaatakowane przez WWE Women's Tag Team Champions, Nię Jax i Shaynę Baszler, ale Asuce udało się obronić i uciec. Cały listopad i połowę grudnia, wraz z Laną, Asuka i ta tworzyła mocny sojusz, który co tydzień wygrywał z potężnymi mistrzyniami tag teamów. Następnie sojusz Lany i Asuki otrzymał mecz o tytuły na TLC: Tables, Ladders & Chairs. W końcu Jax i Baszler zaatakowały Lanę, doprowadzając do kontuzji i wykreślając ją z meczu oraz zmuszając Asukę do wyboru nowego partnera.
20 grudnia 2020 na TLC: Tables, Ladders & Chairs Jax i Baszler straciły tytuły na rzecz Raw Women's Champion Asuki i tajemniczego partnera, powracającej Charlotte Flair, kończąc panowanie po 112 dniach.
Rywalizacja ucichła kiedy Flair i Asuka reprezentowały tytuły częściej na SmackDown, niż na Raw, gdzie znajdowały się Jax i Baszler. Na Raw zaś Asuka zmagała się z przerażającą Alexą Bliss, nad którą 25 stycznia 2021 zachowała Raw Women's Championship, a Charlotte była skupiona na Lacey Evans, która dopiero co związała się z jej ojcem, Rikiem Flairem. Oprócz tego Charlotte czasami wdawała się w konfrontacje słowne z byłymi mistrzyniami. 25 stycznia również, gdy Asuka była zajęta sukcesywną obroną tytułu nad Bliss, Flair zmierzyła się w meczu pojedynczym z Baszler, który zakończył się brakiem konkursu. Następnie sprzymierzyła się z Daną Brooke i Mandy Rose, aby zostać pokonanymi przez Jax, Baszler i Evans, w meczu który początkowo zakończył się wyliczeniem, z korzyścią dla drużyny Charlotte, ale obie strony zgodziły się na restart. Po tym ogłoszono, że Nia i Shayna dostają rewanż o tytuły na Royal Rumble. Asuka i Flair na gali straciły tytuły, po tym jak Lacey Evans zaatakowała Charlotte, podczas gdy sędzia nic nie widział.
Jax i Baszler zdominowały dywizję drużynową kobiet przez pierwszą połowę 2021 roku. Przez cały luty pojawiały się na każdym odcinku Raw, SmackDown oraz NXT, broniąc swoich mistrzostw przeciwko drużynom z każdego brandu, czyli przeciwko Lanie i Naomi (z Raw), Sashy Banks i Biance Belair (ze SmackDown) oraz Dakocie Kai i Raquel González z NXT. Wszystkie trzy drużyny zapewniły sobie szanse na walkę o tytuły, kiedy to 1 lutego 2021, Lana i Naomi wygrały Triple Threat tag team match przeciwko Asuce i Charlotte Flair oraz Danie Brooke i Mandy Rose, Banks i Belair pokonały same mistrzynie, w 6-man tag team matchu, 19 lutego, a Kai i González wygrały kobiecy turniej Dusty Rhodes Tag Team Classic, tym samym stając się pretendentami do tytułów. Na Elimination Chamber, Jax i Baszler pokonały Banks i Belair, aby obronić mistrzostwo. 3 marca mistrzynie wzbudziły kontrowersje po wygranym, tytułowym starciu z Dakotą i Raquel na odcinku NXT, po tym jak Baszler poddała Kai, aby wygrać, mimo tego, że w ringu tzw. legalną zawodniczką była González.
Kolejne pretendentki, czyli Lana i Naomi, uległy Nii i Shaynie w mistrzowskim starciu, 8 marca 2021 na odcinku Raw. Rewanżowa walka z Sashą Banks i Biancą Belair odbyła się na Fastlane, gdzie bez zmian mistrzynie wyszły zwycięsko. Na część 2 WrestleManii 37, czyli 11 kwietnia 2021, Jax i Baszler zostały wyznaczone do obrony tytułu mistrzowskiego, w walce z zwyciężczyniami Tag Team Turmoil matchu, który został zaplanowany na część 1, czyli 10 kwietnia. Natalya i Tamina wyszły zwycięsko z tego starcia, lecz następnego dnia zostały pokonane przez drużynę mistrzyń.
Przez cały kwiecień Jax i Baszler, u boku nowego menedżera Reginalda, kontynuowały rywalizację z Natalyą i Taminą. Rywalki co tydzień odnosiły zwycięstwa zarówno nad Nią, jak i Shayną, a nawet nad Reginaldem. Doprowadziło to do rewanżu o tytuły, na SmackDown 14 maja 2021, gdzie Natalya i Tamina zakończyły dominację Jax i Baszler, odbierając im mistrzostwa. Tą walką duet zakończył drugie panowanie Nii i Shayny po 103 dniach.
20 września na Raw Baszler zaatakowała Jax, rozwiązując zespół. 4 listopada poinformowano, iż Jax i kilkunastu innych zawodników zostało zwolnionych z kontraktów WWE, w ramach cięć budżetowych.

## Gry komputerowe
Nia Jax debiutowała w serii gier o wrestlingu w grze WWE 2K17. Była dostępna jako grywalna postać w DLC NXT Enchantment Pack, pojawiła się też w WWE 2K18, WWE 2K19, WWE 2K20 oraz WWE 2K Battlegrounds.

## Mistrzostwa i osiągnięcia
- Pro Wrestling Illustrated
  - Debiutant roku (2016)
  - PWI umieściło ją na 23. miejscu w top 50 zawodniczek na liście PWI Female 50 w 2016[107]
- Sports Illustrated
  - 12 miejsce w top 30 zawodniczek 2018 roku[108]
- Rolling Stone
  - Najbardziej spóźniony posiadacz tytułu roku (2017)[109][110]
- WWE
  - WWE Women's Tag Team Championship (2 razy) – z Shayną Baszler[111]
  - WWE Raw Women’s Championship (1 raz)[112]